# Mark Chanloung
Mark Chanloung (* 9. Februar 1995 in Aosta) ist ein thailändischer, ehemals italienischer Skilangläufer.

## Werdegang
Chanloung nahm von 2012 bis 2015 für Italien an U18 und U20-Rennen im Alpencup teil. Bei den Junioren-Weltmeisterschaften 2015 in Almaty belegte er den 48. Platz über 10 km Freistil, den 29. Rang im Skiathlon und den 24. Platz im Sprint. Seit der Saison 2016/17 startet er für Thailand. Sein erstes Weltcuprennen lief er im Januar 2017 in Toblach, welches er auf dem 47. Platz im Sprint beendete. Bei den U23-Skiweltmeisterschaften 2017 in Soldier Hollow kam er auf den 36. Platz über 15 km Freistil, auf den 35. Rang im Skiathlon und auf den 17. Platz im Sprint. Im Februar 2017 lief er bei den Winter-Asienspielen in Sapporo auf den 14. Platz im 30-km-Massenstartrennen, auf den 13. Rang über 15 km Freistil und auf den neunten Platz über 10 km klassisch. Bei den Rollerski-Weltmeisterschaften 2017 in Sollefteå belegte er im 20-km-Massenstartrennen und über 22,5 km Freistil jeweils den 22. Platz und im Sprint den 20. Rang. Ende Januar 2018 errang er bei den U23-Skiweltmeisterschaften in Goms den 48. Platz über 15 km klassisch und den 36. Platz im Sprint. Bei den Olympischen Winterspielen 2018 in Pyeongchang lief er auf den 79. Platz über 15 km Freistil und auf den 57. Rang im Sprint und bei den Nordischen Skiweltmeisterschaften 2019 in Seefeld in Tirol auf den 57. Platz im Sprint. Seine besten Platzierungen bei der Winter-Universiade 2019 in Krasnojarsk waren der 13. Platz im Teamsprint und der 12. Rang im Sprint. Bei den Nordischen Skiweltmeisterschaften 2021 in Oberstdorf belegte er den 71. Platz über 15 km Freistil und den 69. Rang im Sprint. Sein bestes Ergebnis bei den Olympischen Winterspielen 2022 in Peking war der 49. Platz im 50-km-Massenstartrennen.
Seine Schwester Karen ist ebenfalls im Skilanglauf aktiv.

## Teilnahmen an Weltmeisterschaften und Olympischen Winterspielen

### Olympische Spiele
- 2018 Pyeongchang: 54. Platz Sprint klassisch, 58. Platz 50 km klassisch Massenstart, 75. Platz 15 km Freistil
- 2022 Peking: 49. Platz 50 km Freistil Massenstart, 52. Platz Sprint Freistil, 61. Platz 30 km Skiathlon, 73. Platz 15 km klassisch

### Nordische Skiweltmeisterschaften
- 2019 Seefeld in Tirol: 57. Platz Sprint Freistil
- 2021 Oberstdorf: 69. Platz Sprint klassisch, 71. Platz 15 km Freistil
- 2023 Planica: 88. Platz Sprint klassisch, 96. Platz 15 km Freistil
- 2025 Trondheim: 36. Platz Teamsprint klassisch, 75. Platz Sprint Freistil, 75. Platz 20 km Skiathlon, 101. Platz 10 km klassisch

### Rollerski-Weltmeisterschaften
- 2017 Solleftea: 20. Platz Sprint Freistil, 22. Platz 20 km klassisch Massenstart, 22. Platz 22,5 km Freistil
- 2021 Val di Fiemme: 20. Platz 16 km Freistil, 21. Platz 15 km klassisch Massenstart, 27. Platz Sprint Freistil